# Androgynous Peripheral Attach System
El Androgynous Peripheral Attach System, o Androgynous Peripheral Assembly System, és un mecanisme d'atracatge utilitzat en l'Estació Espacial Internacional. Es va utilitzar per acoblar l'orbitador Transbordador Espacial i el Bloc de Càrrega Funcional (Zarià) al Pressurized Mating Adapter-1. Un sistema semblant a l'APAS-89/95 és utilitzat per la nau espacial Shenzhou xinesa.

## Imatges

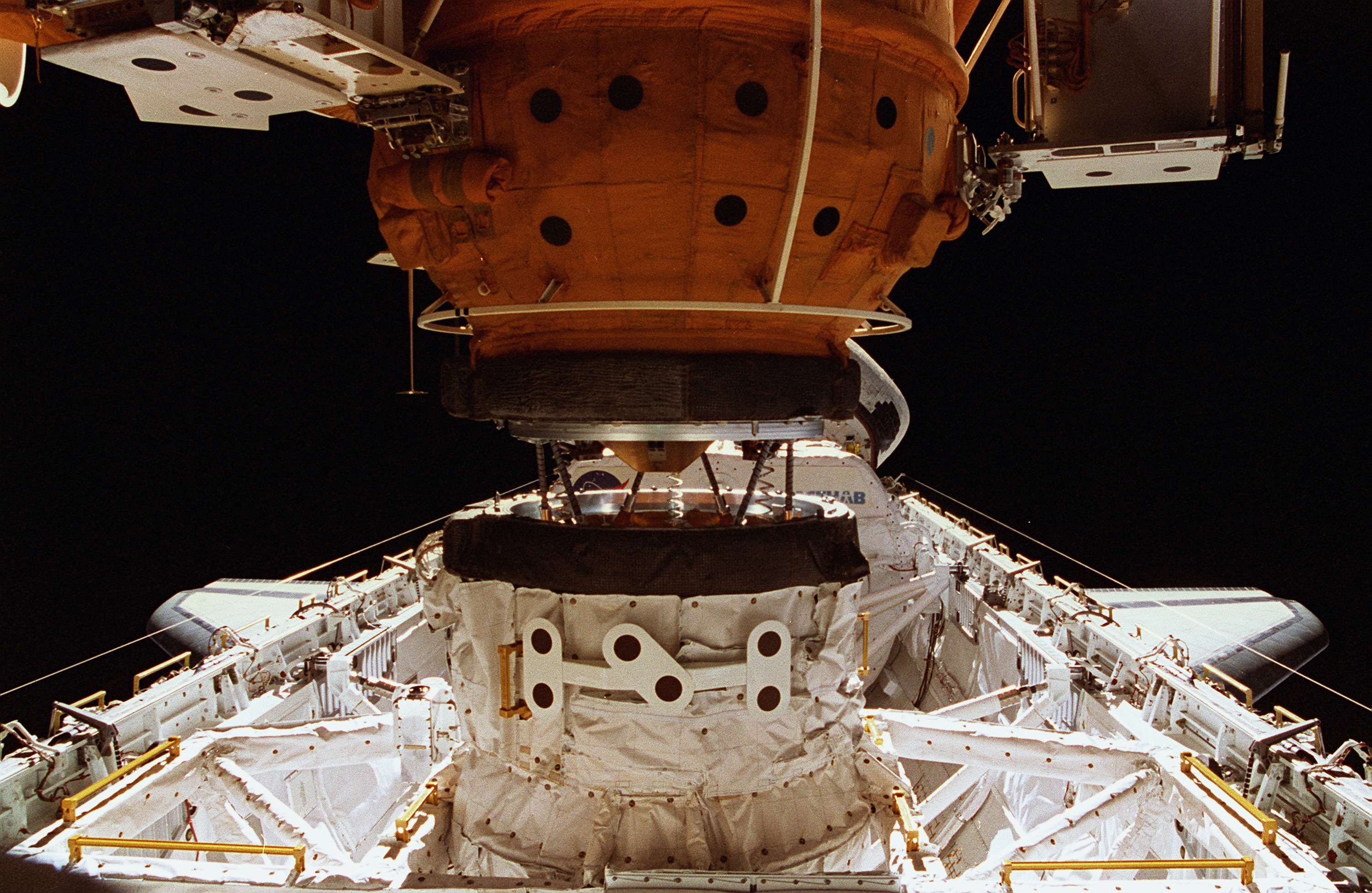
L'APAS en un acoblament Transbordador-Mir.